# 히라노 게이치로
히라노 게이치로(일본어: 平野啓一郞, 1975년 6월 22일 ~ )는 일본의 소설가이다. 아이치현에서 태어나 교토대학교 법학부를 졸업했다. 1999년 소설 《일식》으로 제120회 아쿠타가와 상을 수상했다.

## 데뷔경위
히라노 게이치로는 '직접 투고'라는 독특한 데뷔 방법으로 화제를 모았다. 히라노 게이치로가 데뷔한 문예지 『신초(新潮)』에는 지금까지도 매번 빠짐 없이 마지막 페이지에 '투고해주시는 작품은 모두 신초 신인상 응모 원고로 접수되고 있습니다.'라고 공지하고 있다. 그러나 히라노 게이치로 본인이 밝힌 데뷔 경위는 다음과 같다.
1997년 교토대 법학부에 재학 중이었던 21세의 히라노 게이치로는 1년(자료 수집 및 집필)에 걸쳐 『일식』을 집필하고 『신초』에 투고하기로 결정, 『신초』 편집부에 자신의 의견을 진솔하게 담은 16장의 편지를 보낸다. 그의 편지를 읽은 편집자가 일단 작품을 보여줬으면 좋겠다고 회신. 편집자가 교토로 출장을 가게 된 참에 함께 만나 식사를 하게 된다. 1998년 『신초』8월호에 『일식』이 게재된다. '미시마 유키오의 재래라 말할 수 있는 신동'이라는 선전과 함께 데뷔. 그 다음 해 아쿠타가와상을 수상한다.
- 일식(日蝕) (1998년)
- 달(一月物語) (1999년)
- 장송 (葬送) (2002년)

### 제2기
아래의 네 작품을 2기로 분류하며, 단편기라고 부름
- 센티멘털(高瀬川) (2003년)
- 방울져 떨어지는 시계들의 파문(滴り落ちる時計たちの波紋)(2004년)
- 얼굴 없는 나체들(顔のない裸体たち)(2006년)
- 당신이, 없었다, 당신 (あなたが、いなかった、あなた) (2007년)

### 제3기
아래의 세 작품을 제 3기로 분류하며 분인주의(分人主義) 4부작이라 밝힘.(당초 3부작을 예정으로 했으나 4부작으로 늘어났다고 함)
- 결괴(決壊) (2006년 - 2008년): 잡지 신죠(新潮)에 연재 (2008년 신초샤에서 출간)
- DAWN(ドーン) : 2009년 고단샤 100주년 기념작 중 하나로 출간
- 형체뿐인 사랑(かたちだけの愛): 요미우리 신문 연재 작품. 2010년 12월 10일 중앙공론신사에서 출간
- 공백을 채우십시오(空白を満たしなさい）：고단샤 만화잡지 <모닝>연재 작품. 2012년 11월 고단샤 출간

### 기타
- 문명의 우울(文明の憂鬱) (2002년)- 에세이집
- 책을 읽는 방법 - 히라노 게이치로의 슬로우 리딩(本の読み方 スロー・リーディングの実践) (2006년)
- 소설 읽는 방법 - 감상을 이야기할 수 있는 착안점(小説の読み方~感想が語れる着眼点~)(2009년)
- 웹 인간론 (ウェブ人間論) (2006년)- 우메다 모치오와 공저
- 문학의 미래(2009년) - 제1회 한ㆍ일ㆍ중 동아시아 문학포럼 대담집
- 나란 무엇인가 -- '개인'에서 '분인'으로(私とは何か――「個人」から「分人」へ)(2011년, 고단샤 현대신서)

## 수상 이력
- 1999년 제 120회 아쿠타가와상 (『일식』)
- 2009년 헤이세이 20년도 예술선장문부과학대신 신인상 (『결괴』)
- 2009년 제 19회 Bunkamura 두마고 문학상 (『DAWN』)

## 관련기사
- “모자라고 부끄러운 내 모습도 나로 인정하자 (헤럴드경제)
- 히라노 게이치로 "얼굴 맞대고 서로 이야기 나눈다면 오해·편견은 간단히 해소된다 믿어"(한국일보)
- "한일관계 개선 물꼬 트자" 양국 작가 4인 릴레이 편지-김연수가 히라노 게이치로에게[깨진 링크(과거 내용 찾기)] (한국일보)
- 하루키 이후 가벼워진 문체… 한자의 표현력이 대안[깨진 링크(과거 내용 찾기)] (한국일보)

## 작가 관련 사이트
- 홈페이지
- 히라노 게이치로 블로그
- 히라노 게이치로 - X
- 히라노 게이치로 한국 트위터
- 히라노 게이치로 한국 페이스북 페이지